# Salvatore Del Bene
Salvatore Del Bene (Palena, 1º giugno 1880 – Cerreto Sannita, 6 aprile 1957) è stato un vescovo cattolico italiano.

## Biografia
Nacque il 1º giugno 1880 a Palena (in provincia di Chieti) da una umile famiglia: Giuseppe, suo padre, era un muratore mentre Anna Maria Toppi, sua madre, esercitava la professione di filatrice.
Venne battezzato il giorno successivo con i nomi di Salvatore Maria Filomeno dal sacerdote don Francesco Paolo Campana. Madrina della cerimonia fu la signora Antonietta Rapa.
Compiti gli studi nel Seminario diocesano venne ordinato sacerdote a ventidue anni.
Subito dopo l'ordinazione venne nominato "prefetto generale di disciplina" e successivamente insegnante nel Seminario.
Nel 1907 fu nominato parroco della chiesa di Sant'Antonio nella sua città natale.
La sua intensa attività pastorale fu subito notata dal vescovo di Sulmona che lo nominò canonico penitenziere e direttore spirituale del Seminario. A queste nomine si aggiunse quella di assistente diocesano dell'Azione Cattolica.
Papa Pio XI nel concistoro del 17 dicembre 1928 lo nominò vescovo assegnandolo alla diocesi di Telese o Cerreto, oggi diocesi di Cerreto Sannita-Telese-Sant'Agata de' Goti. Prese possesso della diocesi il 14 aprile 1929 quando i rapporti fra Chiesa e Stato si erano notevolmente distesi grazie alla firma dei Patti Lateranensi.
Si dedicò fin dall'inizio con umiltà e dedizione alla vita pastorale. Le prime iniziative del suo mandato furono quelle di rilanciare il bollettino diocesano, da lui stesso curato, e rendere più capillare possibile l'associazionismo cattolico che era tollerato dal fascismo. La sua attenzione fu rivolta in particolare all'Azione Cattolica.
Durante la dittatura sostenne delle iniziative del regime come l'accordo tra la Santa Sede e lo Stato italiano, la lotta contro la tubercolosi, la giornata della madre e del fanciullo e la battaglia del grano. Sostenne inoltre che chi era iscritto all'Azione Cattolica poteva militare tra le file fasciste.
Provvide anche al restauro dell'antica cattedrale di Cerreto Sannita riparando la copertura, consolidando dalle fondamenta il campanile di levante e curando la tinteggiatura interna.
Si adoperò anche per la promozione del seminario diocesano di Cerreto Sannita che nel 1943 arrivò ad ospitare 400 alunni, in continuo aumento. Nel 1942 ricevette in donazione l'ex palazzo ducale di Cerreto Sannita (oggi Istituto "Carafa-Giustiniani") dove dislocò il liceo classico paritario "Luigi Sodo", istituito nel 1938.
Nel 1954, in occasione dell'anno mariano, incoronò per la seconda volta la statua della Madonna sita nel Santuario della Madonna delle Grazie di Cerreto Sannita.
Morì il 6 aprile 1957 nel palazzo vescovile di Cerreto Sannita.
Venne sepolto nella cappella dell'Immacolata della cattedrale di Cerreto Sannita, dove riposa tuttora.

## Genealogia episcopale
La genealogia episcopale è:
- Cardinale Scipione Rebiba
- Cardinale Giulio Antonio Santori
- Cardinale Girolamo Bernerio, O.P.
- Arcivescovo Galeazzo Sanvitale
- Cardinale Ludovico Ludovisi
- Cardinale Luigi Caetani
- Cardinale Ulderico Carpegna
- Cardinale Paluzzo Paluzzi Altieri degli Albertoni
- Papa Benedetto XIII
- Papa Benedetto XIV
- Cardinale Enrico Enriquez
- Arcivescovo Manuel Quintano Bonifaz
- Cardinale Buenaventura Córdoba Espinosa de la Cerda
- Cardinale Giuseppe Maria Doria Pamphilj
- Papa Pio VIII
- Papa Pio IX
- Cardinale Alessandro Franchi
- Cardinale Giovanni Simeoni
- Cardinale Antonio Agliardi
- Cardinale Basilio Pompilj
- Vescovo Salvatore Del Bene